# 滿漢文化交流

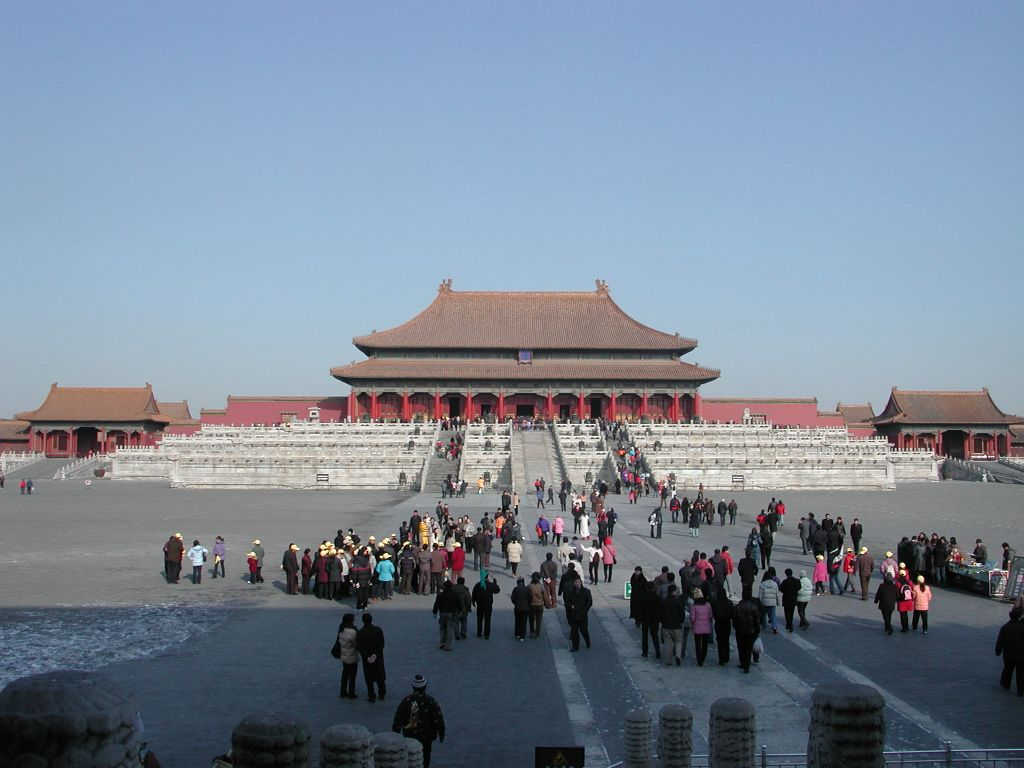
明清的宮殿-紫禁城

滿漢文化指滿族文化經過漢族文化衝突與融合之後所產生各具兩族特色的清代文化，大部分情況下亦指清朝文化之實體，並且延續影響民國建立之後。三百多前，滿族（女真）文化就開始了由原始的薩滿文化體系向廣泛吸收蒙漢等周遭民族文化。自滿族征服中原以後，更加專注吸收漢族文化，並以此原始薩滿文化為基礎進行自身的整合與創造特殊文化。

## 概述
在17世紀，滿族的清朝取代漢族的明朝取得了支配中國地位，一般认为清朝统治者在保持满贵族优先前提下，很大程度上采取了汉化政策。但一些研究遼金元清史的日本學者認為，清虽和遼金元一樣屬於中國的征服王朝，但漢化深度和速度均遜於北魏等滲透王朝；清室只推行對自己有利的漢化措施，並盡可能保留本族文化，並非全盤漢化，而是双向进行的。。不过清朝的逐渐汉化仍然止不住，自清初以来，所有施政文书至少都以漢文、滿文两种文字发布。但康熙起大力推行以儒学为代表的汉文化，汉传统经典成为包括皇帝在内的满族人必修课。乾隆在宫中常穿汉服以作娛樂。到乾隆中期，满人几乎全部以汉语为母语，满文渐渐成为仅用于官方历史记载用的纯书面文字。到19世纪，官方文件中的满文已基本为汉文所取代，如1875年清廷在与秘鲁换约时曾明确谕称：“惟换约事宜，中国总以汉文为凭”。支持儒化说者则认为，清朝皇帝只是有选择尊儒，儒家的一些思想清朝皇帝也没有完全接受，而儒家只是汉文化的内容之一，汉文化不仅仅只包括文字和儒家，还有衣冠、风俗礼仪、各种宗教信仰等 。

## 文化

### 名字
清代滿族開始以漢字取名，如清朝皇室成員都有漢名，且遵從漢族的論字排輩習慣。許多滿族文人、官員都有字、號。
清代稱呼滿人時不說姓氏，而是取其名字的第一個字當作姓氏使用（隨名姓）。如榮祿稱為“榮大人”，如同對漢人官員稱“張大人”、“李大人”。

### 藝術

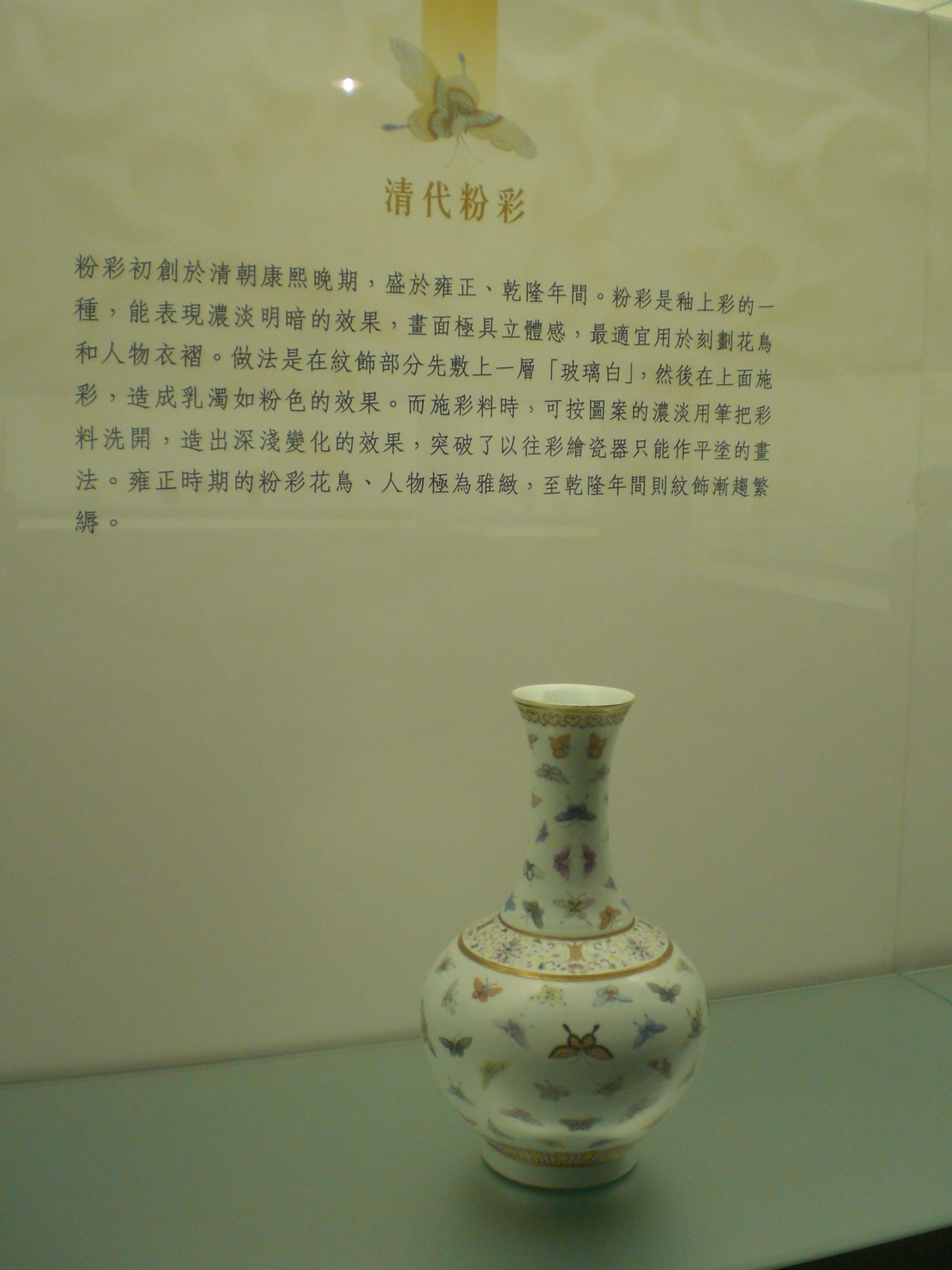
清代粉彩

清代滿族文人、官員亦積極學習漢族的詩文、字畫，產生了許多書畫家。

#### 文學
漢軍旗人曹雪芹等著《红楼梦》为中国古典小说四大名著之一。
滿族的子弟書大量取材于漢族歷史故事和文學作品。

#### 曲藝
滿族曲藝八角鼓在清代改以漢語演唱，大量從漢族歷史故事、文學作品中取材，並影響了相聲中的太平歌詞。
晚清時，戲曲中的“胡人”角色會穿滿族服飾，如《四郎探母》中的契丹人。

### 服飾

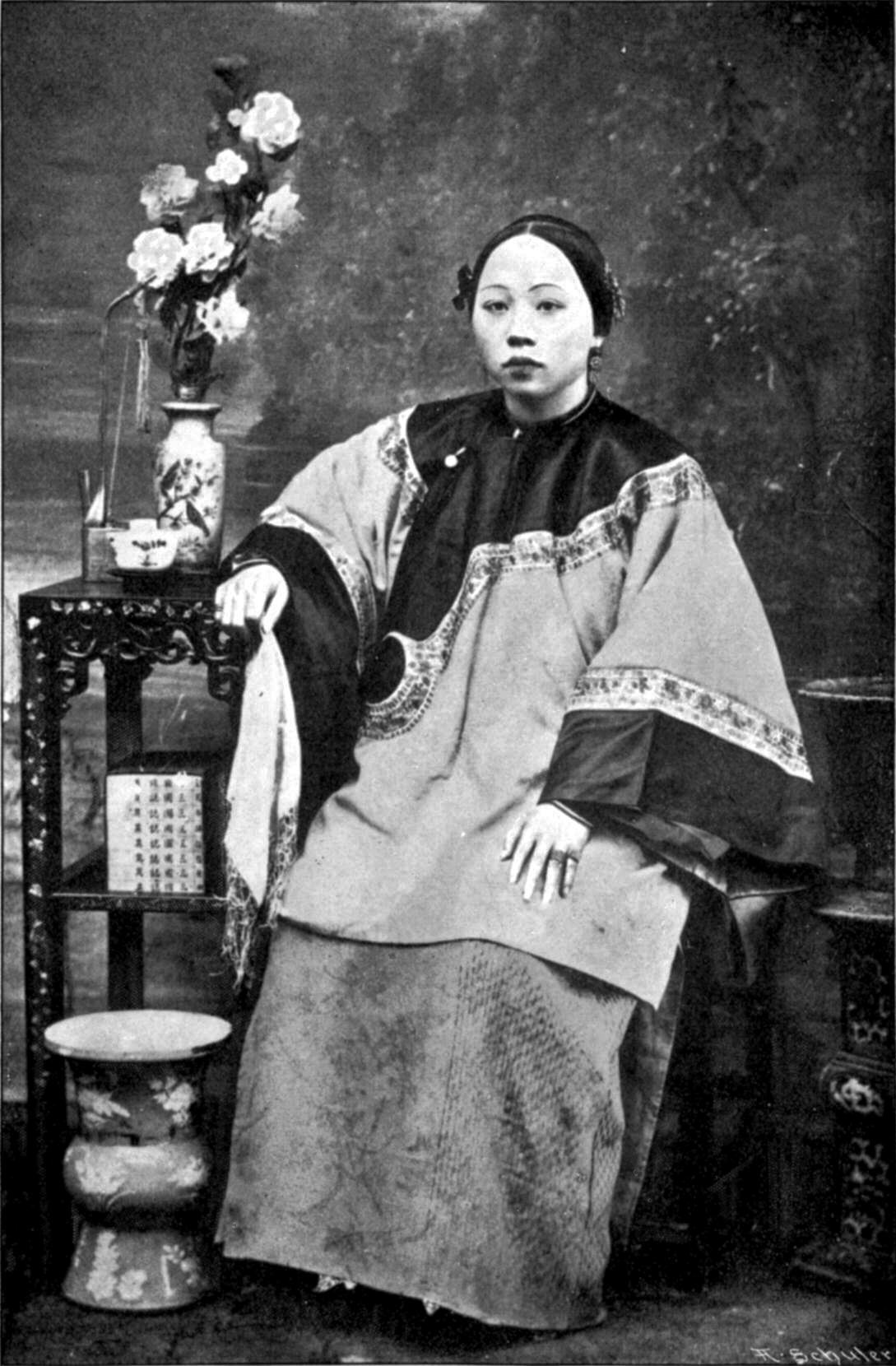
清朝漢族女子衣著融合了滿服和漢服的特徵

清朝強令漢人男子按滿族習俗改變髮式，剃去前額髮，把頭髮編成辮子。當時統治者就有「留頭不留髮，留髮不留頭」的頒令。滿族的髮型與漢人迥異，滿人男性把前顱、兩鬢的頭髮全部剃光，僅後顱留下頭髮，編成一條長辮垂下。
清代漢族被迫放棄明代服飾，改穿與滿族服飾相似的服飾，但在女裝等方面，滿漢服飾仍然有區別。詳細請參考剃髮易服。
清代服飾的樣式雖然多以滿族服飾為基礎，但吸收了漢族服飾的紋樣、色彩等特點。

### 建築
清代皇家建築完全使用漢族建築樣式。

## 宗教

### 中原民间信仰
入关前，满族已开始受到中原汉族文化和信仰的深刻影响。1615年，努尔哈赤在赫图阿拉城同时兴修了堂子、地藏寺、玉皇庙、关帝庙、文庙、城隍庙和昭忠祠七大庙，玉皇庙和城隍庙为道教的宫观，关帝庙主要供奉三界伏魔大帝关公，文庙中供奉了孔子及以下4圣、12先贤、77先儒和79先贤。只有堂子为满族萨满教。其中，关羽崇拜最深入人心，很快超越了满族原有的部落神、祖先神，成为“护国之神”。清人王嵩儒曾提到：“本朝未入关之先，以翻译《三国》为兵略，故其崇拜关羽。”
清兵入关之后，普通满族民众受中原汉族的民间信仰影响是最大的。满族所祭之神明，除在家祭祖之外，已同汉族基本一致，尤以关帝崇拜为重。满族及其先世对关羽的崇拜由来已久，元朝时期即已盛行。至万历年间，早已成为一种信仰。相传清太祖努尔哈赤尚未起兵之时，曾于明朝边疆处获伏魔大帝关圣帝君神像。清朝时期，满族视关帝为“护国神”，言必尊称“关玛法”（穆麟德轉寫：guwan mafa，意为“关老爷”或“关爷爷”），不敢称其名讳，尊崇无以复加。连关帝身旁的關平、周倉二位將軍，也尊稱老爺，礼敬有加。至於三清、玉皇、王母、三官、嶽帝、北帝、呂祖、天后等各種道教神祇，滿人亦多為崇信。满族也有财神崇拜，但所拜之财神不止一位。有红袍纱帽着明代装束的，有翎顶袍褂着清代装束的，还有一种财神则类似于狐仙。满族还供奉灶神，灶神旁边通常还有其夫人“灶王奶奶”。传说灶王爷在每年腊月二十三晚上会上天庭，向玉皇大帝報告他所在人家这一年来的状况，主要是投诉其罪過，以供報應。所以清代满族人家还会在这一天烧香以及供上关东糖，稱為送灶王，嘱咐灶神“好事多说，不好事少说”。此外，满族还信奉长白山神、兔儿爷、茅姑姑等汉族神明和一些其他蒙、藏民族神明的习俗。

## 外部連結
- 滿漢文化交融的時代[永久]
- “满蒙一体”“满汉一家”：清朝的民族怀柔政策 （页面存档备份，存于）
- 满汉文化的冲突与融合 （页面存档备份，存于）
- 滿漢融合歷史
- 金庸的满汉情结
- 论清代满、汉服饰文化关系